# Odo II. von Porhoët
Odo II. von Porhoët (Eudon II. de Porhoët, auch Éon und Eudes genannt, † nach 1173) war Graf von Porhoët und Regent des Herzogtums Bretagne. Er war der Sohn von Geoffroy, Vicomte de Porhoët und Hadvise, und damit ein Angehöriger des (erst später so genannten) Hauses Rohan.

## Biografie
Nach dem Tod seines älteren Bruders Josselin beerbte er diesen in Porhoët.
Als zweiter Ehemann von Bertha, Tochter und Erbin des Herzogs Conan III. von Bretagne († 1148), der seinen Sohn Hoel wegen Unehelichkeit enterbt hatte, erhielt Odo von diesem die Vormundschaft über seinen Stiefsohn Conan IV., den Sohn aus Berthas Ehe mit Alain le Noir († 1146).
Ab 1148 übte Odo somit die Regentschaft in der Bretagne aus, dachte aber nicht daran, sie seinem Stiefsohn auch zurückzugeben. 1154 verbündete sich Conan IV. daher mit seinem Onkel Hoel gegen Odo, doch gelang es diesem, die beiden Prätendenten zu schlagen. Hoel konnte sich den Besitz der Grafschaft Nantes sichern, Conan hingegen musste nach England zu König Heinrich II. fliehen, der ihm den Besitz der Honour of Richmond als väterlichem Erbe bestätigte. Darüber hinaus erhielt Conan militärische Unterstützung, die es ihm erlaubte, in die Bretagne zurückzukehren; er fand mehrere Verbündete, aber die Tatsache, dass er als Vasall des englischen Königs auftrat, provozierte auch einen Aufstand anderer Großer unter Führung Odo von Porhoëts, der aber geschlagen wurde und nun seinerseits die Bretagne verlassen musste. Conan wurde 1156 zum Herzog proklamiert. Im gleichen Jahr verjagten die Nantaiser seinen Onkel Hoël und vertrauten sich dem Grafen Gottfried von Anjou an, einem Bruder des Königs Heinrichs II. Nach dem Tod Gottfrieds 1158 glaubte Conan, Nantes zurückzuerhalten, musste es jedoch Heinrich II. übergeben.
Odo von Porhoët führte nun eine erneute Revolte an, die auch erfolgreich war, aber Heinrich II. nun den Vorwand lieferte, selbst in der Bretagne zu intervenieren, die 1168 Josselin eroberte. Odo wurde aus der Grafschaft Porhoët vertrieben sowie, als er 1173 einen letzten Aufstand wagte, aus der Grafschaft Penthièvre. Danach verliert sich seine Spur.
In Porhoët beerbte ihn sein Sohn Odo III.